# Ebaeides palawanicola
Ebaeides palawanicola är en skalbaggsart som beskrevs av Stefan von Breuning 1965. Ebaeides palawanicola ingår i släktet Ebaeides och familjen långhorningar.
Artens utbredningsområde är Filippinerna. Inga underarter finns listade i Catalogue of Life.